# Monster High: O Filme
Monster High: The Movie (às vezes, exibido em tela apenas como Monster High) (bra/prt: Monster High: O Filme) é um filme live-action estadunidense de 2022, do gênero fantasia musical, dirigido por Todd Holland, escrito por Jenny Jaffe, Greg Erb e Jason Oremland. Foi produzido pela Mattel Television (a divisão da Mattel) e Brightlight Pictures. A trama acompanha Clawdeen, que é metade humana, aos 16 anos, quando pede ao pai para frequentar a Monster High, uma escola especial para jovens monstros. Ela não se sente aceita no mundo humano e vive tendo que esconder seu lado loba. No entanto, ao chegar na escola, Clawdeen enfrenta outro desafio: apenas monstros puros são aceitos. É estrelado por Miia Harris, Ceci Balagot, Nayah Damasen, Case Walker, Lina Lecompte e Justin Derickson. Nos Estados Unidos, foi lançado tanto na Paramount+ quanto na Nickelodeon em 6 de outubro de 2022. 
O filme foi baseado na franquia de bonecas Monster High da Mattel, sendo um dos dois projetos anunciados em 23 de fevereiro de 2021, junto com uma série animada, como parte do segundo relançamento da marca Monster High.
Uma sequência, intitulada Monster High 2, estreou em 5 de outubro de 2023.

## Enredo
Clawdeen Wolf é uma garota híbrida, meia-lobisomem, filha do pai humano Apollo e da mãe lobisomem Selena. Em seu 15º aniversário, ela recebe uma carta de aceitação para estudar na Monster High. Embora relutante, Apollo permite que ela frequente a escola, desde que ela esconda seu lado humano, já que oficialmente humanos não são permitidos.
Ao chegar à Monster High, Clawdeen faz amizade com Frankie Stein, uma cria brilhante do monstro de Frankenstein de gênero não binário, e se apaixona por Deuce Gorgon, filho de Medusa. Ela também conhece Draculaura, filha do Conde Drácula; Cleo de Nile, ex-namorada de Deuce e filha da Múmia; Lagoona Blue, uma monstra marinha colombiana; e a zumbi Ghoulia Yelps. A diretora da escola, Bloodgood, convida Clawdeen, por ser filha de uma ex-aluna, para representar os estudantes no Monster High Council para o próximo Dia do Fundador, com o qual ela concorda.
Clawdeen descobre que se transforma temporariamente em humana quando sente fortes emoções, especialmente perto de Deuce. Durante a aula, seu professor, Sr. Komos, conta a história de Edward "Eddy" Hyde, um ex-aluno meio monstro que foi expulso ao terem descoberto seu lado humano, o que permitiu que caçadores o matassem. Ele explica que Hyde tinha um laboratório secreto na escola e criou uma fórmula para se transformar em um monstro de sangue puro, mas não conseguiu testá-la, pois foi morto antes. Clawdeen decide encontrar a fórmula e bebê-la.
Frankie descobre o segredo de Clawdeen, mas em vez de rejeitá-la, ajuda na busca pelo laboratório de Hyde no cemitério da escola. Lá, encontram Draculaura praticando feitiçaria proibida e prometem manter segredo em troca de ajuda. O grupo encontra o laboratório, mas a entrada tem uma fechadura que só pode ser aberta por uma mão específica.
Draculaura encontra um feitiço que pode destrancar o laboratório, exigindo, entre outros ingredientes, um osso de ogro. Clawdeen consegue pegar um da caneca de Bloodgood, mas quase é flagrada por Cleo. Para evitar isso, Draculaura lança um feitiço para alterar a aparência de Clawdeen. O próximo ingrediente é veneno de cobra, que Clawdeen consegue do cabelo de Deuce. Conforme passam tempo juntos e ganham a confiança um do outro, os dois começam a desenvolver sentimentos.
Mais tarde, Clawdeen, Frankie e Draculaura completam o feitiço, mas não conseguem destrancar o laboratório e Bloodgood, Komos e Cleo acabam pegando o grupo no flagra. É revelado Cleo quem contou a Bloodgood sobre a prática de feitiçaria de Draculaura. Quando a escola começa a tremer, Bloodgood percebe que há um "coração de monstro falso" entre eles.
No dia seguinte, sentindo que está colocando todos em risco, Clawdeen deixa a escola. Draculaura e Frankie a seguem e a convencem a voltar, prometendo ajudá-la não importa o que aconteça. No Dia do Fundador, o grupo descobre que a mão humana transformada de Clawdeen pode abrir o laboratório de Hyde. Inicialmente, parece ser apenas um túmulo de ogro, mas acabam encontrando o laboratório de Hyde e a fórmula atrás de uma porta secreta.
Clawdeen quase bebe a fórmula, mas hesita em abrir mão de sua metade humana. De repente, o Sr. Komos aparece, revelando que também é parte humano e dizendo a ela que desistir de si mesma não é a resposta. Quando ela lhe entrega a fórmula, ele a bebe em vez disso. Revelando ser filho de Hyde, Komos busca vingar a morte de seu pai destruindo a Monster High.
Komos se transforma em um monstro de sangue puro que pode absorver os poderes dos monstros, começando com o de Draculaura. Depois de trancá-lo no laboratório, Clawdeen, Frankie e Draculaura chamam Cleo para pedir ajuda, que chega acompanhada de Lagoona, Deuce, Ghoulia, Abbey e Heath. Komos escapa e rouba os poderes de Deuce em seguida, transformando-o em pedra; Clawdeen, de coração partido, se transforma em um ser humano completo, para o choque de todos. Clawdeen usa o celular de Cleo para fazer com que Komos veja seu próprio reflexo, petrificando-o e devolvendo os poderes de Draculaura e Deuce. Bloodgood, Dracula e o Monster High Council chegam a tempo, descobrindo tanto as intenções de Komos quanto o segredo de Clawdeen.
No dia seguinte, Apollo chega para levar Clawdeen de volta ao mundo humano. A Diretora Sem-Cabeça Bloodgood os surpreende ao afirmar que não a está expulsando por causa de seu "verdadeiro coração de monstro" e Drácula revela que estão reescrevendo o estatuto da escola para reconhecer que nem todos os humanos são maus. Os monstros dão as boas-vindas a Clawdeen como a primeira aluna oficial de sangue humano, Drácula permite que Draculaura pratique feitiçaria, e Deuce se candidata ao conselho estudantil. Clawdeen é celebrada por todos.
Em um lugar desconhecido, uma bruxa observa através de uma bola de cristal e instrui seus asseclas a trazer Draculaura até ela, para que possam usá-la para terminar a guerra entre bruxos e vampiros.

## Elenco
O elenco é composto por:
- Miia Harris como Clawdeen Wolf, filha de Apollo e Selena, melhor amiga de Frankie e Draculaura, e paixonite de Deuce. Ela é metade lobisomem e metade humana, sendo um pouco discreta por ter sido criada no mundo humano, mas é muito carinhosa e se importa profundamente com seus amigos.
- Ceci Balagot como Frankie Stein, cria do monstro de Frankenstein e do Dr. Stein, tendo grande amizade com Clawdeen e Draculaura, sendo colega de quarto das duas. Nasceu há apenas 15 dias e seu corpo é formado por alguns dos maiores gênios da história. Ao contrário das suas adaptações anteriores, Frankie possui diferentes partes do corpo masculino e feminino. Seu cérebro foi feito de partes dos cérebros de Albert Einstein, Marie Curie, Platão e "uma mulher chamada Liz", que aparentemente criou a Internet, mas não recebeu crédito por isso. Além disso, outra parte de seu cérebro veio de Alan Turing, enquanto o coração pertenceu a um pescador.
- Nayah Damasen como Draculaura, filha do Conde Drácula e amiga de Frankie Stein e Clawdeen Wolf. Um pouco rebelde, ela é obcecada por magia, principalmente feitiçaria e bruxaria, embora seja estritamente proibida.
- Case Walker como Deuce Gorgon, filho de Medusa e Lyra. Melhor amigo de Heath, ex-namorado de Cleo e interesse amoroso de Clawdeen, Deuce precisa usar óculos para evitar transformar alguém em pedra por causa de seus poderes de górgona. Além disso, mantém suas cobras escondidas sob uma touca para impedir que mordam alguém. Em determinado momento, perde seus poderes para o Sr. Komos/Hyde, e acaba transformado em pedra, deixando Clawdeen desesperada. No entanto, após a derrota de Hyde, Deuce retorna à vida e passa a concorrer ao conselho estudantil.
- Jy Prishkulnik como Cleo de Nile, filha da Múmia, ex-namorada de Deuce, melhor amiga de Lagoona e residente de Monster High. Ela é considerada a abelha-rainha da escola.
- Kyle Selig como Sr. Komos / Edward "Eddy" Hyde Jr., um híbrido humano-monstro com chifres e o "professor legal" de Monster High. Extremamente confiável, Komos orienta Clawdeen e dá conselhos sobre como se encaixar na escola. No entanto, mais tarde, é revelado que ele é filho de Edward "Eddy" Hyde, um meio-humano e meio-monstro que foi expulso de Monster High e acabou morto por humanos.
- Steve Valentine como Conde Drácula, pai de Draculaura, amigo de Bloodgood e membro do Monster High Council. Drácula pressiona Draculaura para que ela se torne uma excelente aluna e vampira, assim como ele.
- Marci T. House como Diretora Sem-Cabeça Bloodgood, a amazona sem cabeça conhecida por ser uma diretora durona, mas justa, sempre defendendo a importância de seguir as regras.
- Scotch Ellis Loring como Apollo Wolf, um humano e pai de Clawdeen. Diferente da maioria dos humanos, nunca teve uma visão negativa sobre monstros. Sempre amou profundamente a filha e a falecida esposa, sem se importar com o fato de ambas serem lobisomens, mesmo que Clawdeen seja apenas metade.
- Lina Lecompte como Lagoona Blue, filha de um monstro marinho e de uma ninfa marinha. Ela é a melhor amiga de Cleo.
- Justin Derickson como Heath Burns, filho dos elementos do fogo e melhor amigo de Deuce.
- Lilah Fitzgerald como Ghoulia Yelps, filha dos Zumbis. Diferente de versões anteriores de Monster High, essa adaptação apresenta Ghoulia falando normalmente e sem mancar enquanto caminha.
- Nasiv Sall como Abbey Bominable, filha dos Iétis.
- Ajay Banks como Greigor, o zelador corcunda de Monster High.
- Artemis Pebdani como Bruxa

### Vozes
- Brian Dobson como a voz do Olho no enorme relógio da Diretora Sem-Cabeça Bloodgood.
- Natasha Leggero como a voz de Skullette, uma caveira que serve como o sistema de som em Monster High.

## Produção

### Antecedentes e contexto
Monster High é uma franquia americana de fashion dolls criada por Garrett Sander para a Mattel, com ilustrações de Kellee Riley e Glen Hanson, e foi lançada em 11 de junho de 2010. Inicialmente composta apenas por bonecas e uma websérie, logo se expandiu para incluir uma variedade de outros produtos consumíveis, principalmente voltados para o público infantil, como outros tipos de brinquedos, roupas, acessórios, livros, quadrinhos, papelaria e outras formas de mercadoria. Com personagens inspirados em filmes de monstros, ficção científica de terror, ficção de suspense, mitologia, folclore e cultura popular, a franquia envolve filhos adolescentes de monstros e criaturas famosas, sendo os principais personagens Draculaura, Frankie Stein, Clawdeen Wolf, Cleo de Nile e Lagoona Blue, que frequentam uma escola com o mesmo nome da franquia. Os primeiros dois filmes especiais foram animados em Flash pela WildBrain Entertainment, que mais tarde passou a usar animação em CGI pela Nerd Corps Entertainment em 2012, começando com Why Do Ghouls Fall in Love? e terminando em 2016 com Great Scarrier Reef. A franquia foi reiniciada em 2016 com um filme especial de origem chamado Welcome to Monster High, utilizando novos moldes de rosto, tecnologias e técnicas de animação aprimoradas, mas que não foi bem recebido pela crítica e pelos fãs, levando ao seu cancelamento em 9 de fevereiro de 2018.
Antes do anúncio do filme, houve uma tentativa anterior de fazer um filme live-action de Monster High no ano de lançamento da marca, em 2010. A Universal Pictures (na época, Universal Studios) anunciou que um filme musical live-action, com uma aventura ao redor do mundo, seria dirigido por Ari Sandel, com roteiro de Craig Zadan, Neil Meron, Stephanie Savage e Josh Schwartz, sendo os dois últimos responsáveis pelo roteiro. O lançamento estava previsto para 7 de outubro de 2016, mas, desde o anúncio, nada mais foi mencionado sobre o projeto.

### Desenvolvimento
Em 23 de fevereiro de 2021, a Mattel, por meio de sua divisão de televisão, anunciou o segundo retorno da marca Monster High, prometendo novos conteúdos e produtos para o ano seguinte, incluindo uma nova série animada e um filme live-action baseado na franquia, ambos sendo exibidos na Nickelodeon nos Estados Unidos. Em 9 de novembro de 2021, o elenco e o diretor do filme foram revelados, sendo o diretor Todd Holland (que dirigiu 50 episódios de The Larry Sanders Show, 26 episódios de Malcolm in the Middle e o filme de 1989 The Wizard) e o elenco, na época do anúncio, composto por Miia Harris como Clawdeen Wolf, Ceci Balagot como Frankie Stein e Nayah Damasen como Draculaura.

### Divulgação
Em 30 de junho de 2022, o trailer do filme foi postado no canal oficial da Nickelodeon no YouTube.

## Lançamento
Monster High: The Movie foi lançado simultaneamente na Paramount+ e na Nickelodeon em 6 de outubro de 2022, sendo lançado em DVD em 15 de agosto de 2023 pela Paramount Home Entertainment.
No Brasil, o filme estreou em 7 de outubro de 2022 na Paramount+ e no canal pago Nickelodeon Brasil.

## Recepção

### Resposta da crítica
No site agregador de críticas Rotten Tomatoes, o filme tem 85% de aprovação com base em seis avaliações.

## Trilha sonora
| N.º | Título                             | Artista(s)                                            | Duração |  |
| 1.  | "Coming Out of the Dark"           | Miia Harris, Ceci Balagot, Nayah Damasen, Case Walker | 2:52    |  |
| 2.  | "We Are Monster High"              |                                                       | 2:50    |  |
| 3.  | "Theree Of Us"                     | Miia Harris, Ceci Balagot, Nayah Damasen              | 1:58    |  |
| 4.  | "True monster Heart"               | Kyle Selig                                            | 2:50    |  |
| 5.  | "Here I Am"                        |                                                       | 2:26    |  |
| 6.  | "Trust"                            | Miia Harris, Case Walker                              | 2:06    |  |
| 7.  | "Spark"                            |                                                       | 2:41    |  |
| 8.  | "Coming Out of the Dark (reprise)" | Miia Harris                                           | 0:43    |  |
| 9.  | "No Apologies"                     | Miia Harris, Ceci Balagot, Nayah Damasen, Case Walker | 3:05    |  |
| 10. | "Triple Up"                        |                                                       | 2:17    |  |
| 11. | "This is Who I Am"                 |                                                       | 2:44    |  |

## Sequência
Em 25 de outubro de 2022, uma sequência, intitulada Monster High 2, foi anunciada. A produção começou em 7 de fevereiro de 2023. Foi lançada em 5 de outubro de 2023 na Nickelodeon e na Paramount+.